# Jestřebnice
Jestřebnice nebo též Jestřebický potok je pravostranný přítok řeky Sázavy tekoucí převážně na území Kraje Vysočina v okrese Havlíčkův Brod. Délka toku činí 9,9 km. Plocha povodí měří 19,6 km².

## Průběh toku
Potok pramení severovýchodně od Tasic ještě na území Středočeského kraje v okrese Kutná Hora v nadmořské výšce 540 m. V pramenné oblasti napájí Tasický rybník, jehož katastrální výměra je 2,17 ha. Jestřebnice teče hlubším zalesněným údolím převážně jižním směrem. Na dolním toku pod osadou Habrek se potok stáčí k jihozápadu. Vlévá se do Sázavy na jejím 123,9 říčním kilometru pod zříceninou Chřenovického hradu, který se nachází jihovýchodně od Chřenovic. Nedaleko ústí se též nachází železniční zastávka Chřenovice-Podhradí na železniční trati č. 212.

### Větší přítoky
- Bělský potok je pravostranný přítok Jestřebnice, jehož délka činí 3,4 km.[1][pozn 1] Potok pramení v obci Bělá v nadmořské výšce okolo 540 m. Teče převážně jihovýchodním směrem. Na středním a dolním toku protéká zalesněnou krajinou. Do Jestřebnice se vlévá na 4,7 říčním kilometru.[1]